# Bexhill (Nova Gales do Sul)

Bexhill é uma vila australiana localizada em Lismore, no estado de Nova Gales do Sul. Em 2016, a vila havia 495 residentes.